# Eduard Cortés
Eduard Cortés (Barcelone, 1959) est un réalisateur et scénariste de télévision et de cinéma espagnol, deux fois nommé pour le prix Goya,. 

## Biographie
Eduard Cortés a abandonne ses études d'histoire de l'art pour se consacrer au monde de l'image, réalisant des courts métrages en super 8 et collaborant aux suppléments dominicaux d'El Periódico de Catalunya et El País. En 1984, il a commencé à travailler à Televisió de Catalunya en tant que producteur de programmes musicaux et jeunesse, période pendant laquelle il réalise plusieurs vidéoclips pour des artistes, tels que le chanteur Loquillo. 
Il a réalisé les longs métrages La vida de nadie, Otros días vendrán et Ingrid,  ainsi que la série télévisée Oh! Europa, Sitges, La memòria dels Cargols, Psico express et Les veus del Pamano, entre autres,.
En 2011, il tourne The Pelayos ― avec, entre autres, Daniel Brühl , Lluís Homar, Miguel Ángel Silvestre et Blanca Suárez ― . Basé sur l'histoire vraie de la famille de Gonzalo García-Pelayo, qui a réussi à renverser les casinos du monde entier avec une méthode légale, basée sur l'imperfection du jeu de la roulette,.
En 2015, il réalise "Cerca de tu casa", un film musical sur les expulsions, avec la chanteuse et auteure-compositrice espagnole Silvia Pérez Cruz, qui a également composé les chansons et la bande originale. Le film a remporté le Goya de la meilleure chanson.

## Accusations de harcèlement sexuel
En octobre 2024, Eduard Cortés est accusé de harcèlement sexuel par la photographe Silvia Grav. En décembre 2024, 26 femmes témoignent de comportements similaires ayant eu lieux par messages, sur les réseaux sociaux. Selon une enquête du quotidien El País, qui rapporte des faits reprochés entre 2007 et 2024, le réalisateur proposait fréquemment à des actrices, parfois mineures, des rôles en échange de faveurs sexuelles.

## Réalisateur

### Cinéma
- 2002 : La vida de nadie
- 2003 : Carta mortal
- 2003 : El 10 en la espalda
- 2003 : Mónica
- 2005 : Otros días vendrán
- 2007 : El payaso y el Führer
- 2010 : Ingrid
- 2012 : ¡Atraco!
- 2012 : La Famille Pelayo (The Pelayos)
- 2016 : Cerca de tu casa